# معركة القديسات
كانت معركة القديسات (يطلق عليها الفرنسيون اسم باتاي دو لا دومينيك)، والمعروفة أيضًا باسم معركة دومينيكا، معركة بحرية مهمة تصارع فيها البريطانيون والفرنسيون في منطقة البحر الكاريبي بين 9 و12 أبريل 1782. اعتُبر انتصار البريطانيين أعظم انتصار لهم على الفرنسيين خلال الحرب الثورية الأمريكية.
هزم الأسطول البريطاني بقيادة الأميرال السير جورج رودني أسطولًا فرنسيًا تحت قيادة كونت غراس، مما أجبر الفرنسيين والإسبان على التخلي عن خططهما لغزو جامايكا.
سُميت المعركة على اسم جزيرة القديسات، مجموعة من الجزر الصغيرة بين غوادلوب ودومينيكا في جزر الهند الغربية. كان الفرنسيون قد حاصروا الجيش البريطاني في خليج تشيسابيك في العام السابق، أثناء حصار يوركتاون، ودعموا انتصار الأمريكيين اللاحق في ثورتهم. لكن هذه المعركة حدت من زخمهم وكان لها تأثير كبير على مفاوضات السلام لإنهاء الحرب.
تكبد الفرنسيون خسائر فادحة في معركة الجزيرة وأُسر العديد منهم وكان دو غراس من بينهم. جرى الاستيلاء على أربع سفن فرنسية من خط المعركة (بما في ذلك سفينة القيادة) ودُمرت واحدة. يرجع الفضل إلى رودني في ابتكار تكتيك «كسر الخط» في المعركة، رغم وجود شكوك حول ذلك.

## نبذة تاريخية
في أكتوبر 1781، وضع الأميرال كونت غراس، قائد الأسطول الفرنسي في جزر الهند الغربية، خطة ضد القوات البريطانية مع كل من فرانسيسكو سافيدرا دي سانغرونيس من المكتب العام لجزر الهند الإسبانية، وبرناردو دي غالفيز ممثل البلاط ومساعد حاكم لويزيانا الإسباني. تمثلت الأهداف الاستراتيجية للقوات العسكرية الفرنسية الإسبانية في جزر الهند الغربية في هذه الخطة بالتالي:
- مساعدة الأمريكيين وهزيمة سرب البحرية البريطانية في نيويورك
- الاستيلاء على جزر ويندوارد البريطانية
- غزو جامايكا.[6]

أصبحت هذه الخطة تُعرف باسم «اتفاقية دو غراس - سافيدرا». كان الهدف الأول قد تحقق باستسلام الجيش البريطاني بقيادة الجنرال كورنواليس في حصار يوركتاون في سبتمبر 1781. لعب دو غراس وأسطوله دورًا حاسمًا في هذا النصر، وبعد ذلك عادوا إلى منطقة البحر الكاريبي. أُبلغ الأميرال بالمضي قدمًا في خطة غزو جامايكا بعد وصوله إلى سان دومينغو في نوفمبر 1781.
كانت جامايكا أكبر الجزر البريطانية وأكثرها ربحية في منطقة البحر الكاريبي، ويرجع ذلك أساسًا إلى السكر: فقد كان ذو قيمة أكبر للاقتصاد البريطاني من جميع المستعمرات الأمريكية الثلاثة عشر. كتب الملك جورج الثالث إلى لورد ساندويتش، قائلًا إنه سيحمي جزر بريطانيا الكاريبية المهمة على حساب بريطانيا نفسها، وهي الاستراتيجية التي نُفذت عام 1779. شكّل السكر 20% من إجمالي الواردات البريطانية وكانت قيمته خمسة أضعاف قيمة التبغ. كان الفرنسيون والإسبان يقاتلون للسيطرة على جامايكا من أجل طرد البريطانيين من جزر الهند الغربية، وتوجيه ضربة قوية للاقتصاد البريطاني. رأى بلاط باريس ومدريد على حد سواء في غزو جامايكا بديلًا عن المحاولات الإسبانية والفرنسية للاستيلاء على جبل طارق، والتي كانت على مدار عامين كاملين كارثة باهظة الثمن.
استولى دو غراس على سانت كيتس في فبراير 1782 حين كان في انتظار التعزيزات لتنفيذ حملة جامايكا. ظل الجزء المتبقي من جزر ويندوارد - أنتيغوا وسانت لوسيا وبربادوس – قابعًا تحت السيطرة البريطانية. وصل الأميرال جورج رودني إلى المسرح الكاريبي في الشهر التالي، ومعه التعزيزات. شملت هذه التعزيزات 17 سفينة من خط المعركة، أعطت البريطانيين ميزة عددية طفيفة.
انطلق دو غراس في 7 أبريل 1782 من مارتينيك مع 35 سفينة من الخط، بما في ذلك سفينتان بقدرة 50 مدفعًا وقافلة كبيرة تضم أكثر من 100 سفينة شحن، للقاء أسطول إسباني مكون من 12 سفينة من خط المعركة. وبالإضافة إلى ذلك، كان من المقرر أن يلتقي دو غراس بنحو 15,000 جندي في سانت دومينغو، حُشدوا للغزو وكانوا يعتزمون الرسو على الساحل الشمالي لجامايكا. أبحر رودني من سانت لوسيا مع 36 سفينة من خط المعركة في اليوم التالي بعدما وردت إليه تلك المعلومات.
بحلول ذلك الوقت، كان بدن السفن البريطانية قد غُلف بالنحاس لحمايته من نمو البرنقيل والحشف البحري عليه، ومن التآكل بسبب المياه المالحة، مما أدى إلى تحسين السرعة والأداء العام للإبحار بشكل كبير في الرياح المواتية.

### أساطيل وضباط الجانبين
كانت إتش إم إس فورميدابل سفينة القيادة البريطانية، تحت إمرة الأميرال رودني. كان الأميرال سامويل هود الرجل الثاني في القيادة، وكان الرجل الثالث نائب الأميرال فرانسيس سامويل دريك. قُسم الأسطول إلى ثلاثة أقسام حسب المعهود في تلك الفترة: حاز رودني على نفوذ مستقل بصفته أميرال السرب الأبيض المكون من 12 سفينة ترفع الراية البيضاء؛ وكان دريك، بصفته أميرال السرب الأزرق، يقود 12 سفينة ترفع الراية الزرقاء؛ وكان هود أميرال السرب الأحمر المكون من 12 سفينة ترفع الراية الحمراء.
رافقت فورميدابل ثلاث سفن بقدرة 98 مدفع: إتش إم إس بارفلور (بقيادة هود)، وإتش إم إس برنس جورج، وإتش إم إس دوق، بالإضافة إلى إتش إم إس نامور ذات التسعين مدفعًا. جُهزت السفن الواحدة والثلاثون بأربعٍ وستين إلى أربعٍ وسبعين مدفعًا. كان لدى الأسطول البريطاني إجمالًا 2,620 مدفعًا مقارنة بالمجموع الفرنسي البالغ 2,526. جُهز الأسطول البريطاني بمعظمه بالمدافع القصيرة في السطوح العليا، وكانت ذات ميزة كبيرة من ناحية المرونة القتالية فضلًا عن ميزتها الكبيرة في الاشتباكات من على مسافات قريبة.
في مارس 1782، تمركزت فورميدابل في خليج الجزيرة الكبيرة بين جزيرة سانت لوسيا وجزيرة بيجون. كانت سفينة القيادة تحت إمرة الأميرال رودني على رأس 36 سفينة من الخط. وفي الوقت نفسه، ترأس الأميرال الفرنسي دو غراس 34 سفينة من الخط في خليج فورت رويال في مارتينيك. أُرسل رودني من بريطانيا مع 12 سفينة مجهزة تجهيزًا جيدًا لإنقاذ جزر الهند الغربية من سلسلة هجمات الفرنسيين، التي تسببت بخسارة العديد من الجزر بحلول ذلك الوقت. انضموا إلى 24 سفينة في سانت لوسيا كانت قد اشتبكت مع الفرنسيين وتخضع للإصلاحات.
كان للفرنسيين حلفاء بين الإسبان، الذين امتلكوا 13 سفينة من الخط في كاب فرانسيس في جزيرة سان دومينغو (هسبانيولا). كان بحوزة الإسبان، إضافة إلى سفن النقل، قوة كبيرة قوامها 24,000 رجل. كانوا ينتظرون وصول 10,000 جندي فرنسي إضافي مرسلين من بريست تحت حراسة خمسة من رجال الحرب، لتعزيز قوتهم. كانت الخطة أن يتحد أسطول غراس، إلى جانب 5,000 جندي إضافي على الأقل، مع الإسبان في كاب فرانسيس، والهجوم من هناك على جزيرة جامايكا والاستيلاء عليها بأسطولهم الموحد المكون من نحو 60 سفينة و40,000 جندي.
كان رودني على اتصال مع دو غراس خلال شهر مارس، فنظم تبادل السجناء، الذين نُقلوا على متن إتش إم إس أليرت تحت قيادة النقيب فاشون. كنّ الضابطان قدرًا كبيرًا من الاحترام لبعضهما البعض. كانت مهمة رودني اعتراض الأسطول الفرنسي في طريقه إلى كاب فرانسيس.
كان لويس فيليب دو ريغو، ماركيز دو فودريل، نائب غراس في ذلك الوقت. كان لويس أنطوان دي بوغانفيل الرجل الثالث في القيادة. كانت فيّ دو باريس الضخمة، ذات 104 مدافع، سفينة القيادة الفرنسية. كانت القوات تحت قيادة ماركيز دي بوييه. قُسم الأسطول الفرنسي أيضًا إلى ثلاثة أسراب: قاد غراس «كورنيت بلانش»؛ قاد بوغانفيل «إسكادر بلو»؛ ورفع فودرويل، بصفته الرجل الثاني في القيادة، الألوان المشتركة البيضاء والزرقاء «للبلانش والبلو».
وكان من بين القادة البريطانيين الآخرين: العقيد البحري لورد روبرت مانرز قائد إتش إم إس رزولوشون، والأميرال ويليام كورنواليس في قيادة إتش إم إس كندا، والعقيد فرانسيس رينولدز في قيادة إتش إم إس مونارك. وكان من بين الأرستقراطيين الآخرين الحاضرين: الكابتن لورد كرانستون، كعدد زائد على متن فورميدابل. كان السير تشارلز دوغلاس، ابن شقيق تشارلز دوغلاس، دوق كوينزبري الثالث، قائد الأسطول. شارك السير جيمس والاسكان أيضًا. وكان من بين القادة الآخرين: العقيد بلير، وباكنر، وبرنيت، وتشارينغتون، وكورنيش، ودومارسك، وغريفز، وإنغليفيلد، وإنغليس، ونايت، وباري، وسوماريز، وسافاج، وسيمونز، وتروسكوت، وويلكينسون، وويليامز، وويلسون. عُين فريدريك تيزيغر، نقيبٌ بالنيابة على متن فورميدابل، مساعدًا مرافقًا لرودني قبل المعركة بوقت قصير.
أبلغ سرب مراقبة، وهو مجموعة من الفرقاطات يقودها العقيد جورج أنسون بايرون على متن إتش إم إس أندروماش، عن جميع تحركات دو غراس في فورت رويال. ضم هذا السرب سفينة إتش إم إس أغمامنون السريعة وكذلك إتش إم إس ماغنيفيسنت.